# Ramón Zaydín
Ramón Zaydín y Márquez Sterling (1895 – 1968) là chính khách và Thủ tướng Cuba đời thứ 2.
Hồi trẻ ông từng hành nghề công chứng viên luật dân sự (Abogado-notario). Ông phục vụ tại Hạ viện, và được bầu làm Chủ tịch Hạ viện từ tháng 4 năm 1925 đến tháng 4 năm 1927. Ông là đại biểu tham dự Hội nghị lập hiến năm 1940, là Thượng nghị sĩ, Thủ tướng Cuba (1942–1944), và là ứng cử viên Phó Tổng thống trong cuộc bầu cử năm 1944. Ông cũng là giáo sư tại Trường Luật Đại học La Habana. Vợ ông tên gọi Maria Antonia Diago.